# Zespół Pieśni i Tańca „Jarosław”
Zespół Pieśni i Tańca „Jarosław” (ZPiT „Jarosław”) – jarosławski zespół folklorystyczny działający od 1950 r. (najpierw jako Zespół Ogniska Choreograficznego) przy Państwowym Ognisku Baletowym w Jarosławiu. 
Zajęcia zespołu odbywają się przy ul. Tarnowskiego 1. Choreografem zespołu jest Anna Barszczewska.
Zespół Pieśni i Tańca „Jarosław” posiada w repertuarze  wszystkie tańce narodowe : mazur, polonez, krakowiak, kujawiak z oberkiem  oraz układy prawie wszystkich regionów Polski m.in.: rzeszowskie, góralskie, kaszubskie, lubelskie, opoczyńskie, śląskie, wielkopolskie oraz tańce innych narodów. Wszystkie układy taneczne wykonywane są w oryginalnych strojach regionalnych.